# Leefklimaat
Het leefklimaat is de kwaliteit van de fysieke en sociale omgeving binnen een therapeutische residentiële groep. Zo spreekt men van een leefklimaat binnen residentiële instellingen, pleeggezinnen, gezinshuizen, beveiligde (psychiatrische) instellingen en gevangenissen. Men spreekt ook wel  van een groepsklimaat of residentieel klimaat. In gezinshuizen en pleeggezinnen spreekt men van een familie- of thuisklimaat. Het leefklimaat wordt beïnvloed door iedereen die op een afdeling verblijft of werkzaam is. 
Het leefklimaat kan open en therapeutisch zijn, maar kan ook meer gesloten zijn. Een open en positief leefklimaat kenmerkt zich door een veilige, gestructureerde en rehabiliterende omgeving waarin sprake is van veel ondersteuning, duidelijke kansen voor groei en een balans tussen flexibiliteit en structuur.     Een gesloten leefklimaat kenmerkt zich door weinig ondersteuning van de medewerkers, minimale groeimogelijkheden van cliënten, een negatieve sfeer en veel repressie en straf vanuit medewerkers.     
Het leefklimaat is gebaseerd op de zelfdeterminatietheorie, die beweert dat vervulling van de  drie psychologische basisbehoeften autonomie, competentie en verbondenheid, tot meer behandelmotivatie en positieve gedragsverandering leidt. 
Er zijn diverse vragenlijsten ontwikkeld die (aspecten van) het leefklimaat meten. Het doel daarvan is om in kaart te brengen hoe cliënten en medewerkers binnen instellingen het leefklimaat beleven en om op basis van de resultaten het leefklimaat zo nodig te verbeteren.

## Historische achtergrond
Al voor de Tweede Wereldoorlog experimenteerde de Joodse dokter Janusz Korczak, directeur van twee Joodse weeshuizen in Warschau, met het bijbrengen van meer autonomie – een van de psychologische basisbehoeften - aan de weeskinderen. De Wereldgezondheidsorganisatie (WHO) sprak al in 1953 over de grote invloed van het leefklimaat op de effectiviteit van behandeling. In 1961 schreef Erving Goffman eveneens over het belang van autonomie bij zijn patiënten in zijn baanbrekende boek ‘Asylums’ waarin hij zijn theorie over de ‘totale instelling’ beschreef. Albert Trieschmann beschreef in 1969 het leefklimaat in zijn boek ‘The other 23 hours’, de uren waarin patiënten geen officiële therapie kregen maar begeleid werden door verpleegkundigen of maatschappelijk werkers, wat later ‘sociotherapie’ werd genoemd. De Nederlandse pedagoog J.F.W. Kok formuleerde in 1984 zijn ‘drie strategieën’-theorie voor een effectieve behandeling, waarbij de eerstegraads strategie, het leefklimaat, de basis vormt voor de tweedegraads strategie (methodisch groepswerk) en derdegraads strategie (individuele behandeling). Volgens Kok begint een effectieve behandeling bij een positief leefklimaat, voordat een tweede- en derdegraads strategie zinvol is.